# Светослав Гаврийски
Светослав Велеславов Гаврийски е български финансист и политик, министър на финансите през 1997 година и управител на Българската народна банка през 1997-2003 година.

## Биография
Светослав Гаврийски е роден е на 18 декември 1948 година в Свищов. Завършва 23-та гимназия в София. През 1972 година завършва икономика на външната търговия във Висшия икономически институт „Карл Маркс“. Оттогава до 1997 работи в Министерство на финансите, като през 1991-1992 година е заместник-министър, а през 1995-1997 година - първи заместник-министър. През 1997 е министър на финансите в служебното правителство на Стефан Софиянски и подготвя документите за въвеждане на валутен борд.
През юли 1997 XXXVIII народно събрание го избра за управител на Българската народна банка. Ръководи провеждането на паричната реформа и въвеждането и поддържането на валутния борд. Дванадесет години (от 1992 до 2003) е представител на България в Международния валутен фонд. Води и участва в преговорите с Парижкия и Лондонския клуб.
През 2005 г. партия Демократи за силна България (ДСБ) издига кандидатурата му за кмет на София на частичните местни избори. Гаврийски остава трети на първия тур, проведен на 29 октомври, и не се класира за балотаж.
След изборите става главен изпълнителен директор на банката „Алианц България“ с мандат до 25.02.2020 г. От 25.01.2020 г. е член на надзорния съвет на Обединена българска банка.

## Награди
- Награда „Златен портфейл“ за принос в икономиката и финансите на България за 2002 година.[2]
- Награда „Буров“ за банково и финансово управление за приноса му в стабилността на българската финансова и банкова система, 30 ноември 2006.[3]
- Награда на в. „Банкеръ“ – Банкер на годината за 2013 г. за постигане на растеж в условията на криза и за съхраненото доверие на клиентите.[4]